# Peter van Anrooystraat
De Peter van Anrooystraat is een straat in Amsterdam-Zuid.

## Geschiedenis en ligging
De straat in de Prinses Irenebuurt kreeg per raadsbesluit van 1 februari 1956 zijn naam, een vernoeming naar musicus Peter van Anrooy, bekend vanwege zijn Piet Heinrapsodie. Meerdere straten in de buurt zijn vernoemd naar musici, hetgeen terug te vinden is in de ligging. De straat begint als zijstraat van de Willem Pijperstraat (Willem Pijper) en loopt westwaarts en kruist de Henri Zagwijnstraat (Henri Zagwijn), Parnassusweg (niet vernoemd naar een musicus), Dina Appeldoornstraat (Dina Appeldoorn) en eindigt op de Dick Schäferstraat (Dirk Schäfer).
Meerdere steden vernoemden een straat naar deze musicus (Amersfoort, Assen, Deventer, Hengelo, Leiden). 

## Gebouwen
Er staan slechts vier gebouwen aan de straat; het kent alleen huisnummers 2, 6, 7 en 8 (gegevens 2019). 
| Object                   | Bouwperiode | Monumentenstatus      | Omschrijving | Afbeelding |
| ------------------------ | ----------- | --------------------- | --- | ---------- |
| Peter van Anrooystraat 2 | 1967        | geen                  | Peter van Anrooystraat 2 maakt onderdeel uit van het H-vormige kantoorgebouw dat middels een loopbrug (het middenstreepje van de H) over de Parnassusweg is heengebouwd. Ontwerp architectenbureau H.D. Bakker |            |
| Peter van Anrooystraat 6 | 1957        | geen                  | woonhuis |            |
| Peter van Anrooystraat 7 | 1969        | geen                  | Point 7 is een kantoorgebouw uit 1969, dat ontworpen is door Piet Zanstra, destijds bevriend met de firma Maarsen, die het gebouw in de stijl van nieuwe bouwen neerzette. Maarssen verhuisde na verloop van tijd, maar bleef oog houden op het gebouw en kon het later in 2007 terugkopen. Ze troffen daarbij een vervallen gebouw, dat niet meer aan de eisen van de 21e eeuw voldeed. Samen met Moment Architectuur , Dura Vermeer en de gebruikers van het gebouw werd het gestript en opnieuw opgetrokken vanuit het casco dat was blijven staan. Dat casco is na heroplevering nog hier en daar te zien, aangezien sommige delen van de onderzijde van de verdiepingsvloeren niet bekleed werden. |            |
| Peter van Anrooystraat 8 | 1957        | gemeentelijk monument | Spinoza Lyceum (zie onder) van Jan Leupen |            |

### Peter van Anrooystraat 8
Het op 16 december 1957 officieel in gebruik genomen gebouw werd ontworpen door de Dienst der Publieke Werken met de daar werkende architecten Jan Leupen en F.H. Gerretsen. Zij moesten een school ontwerpen voor 685 leerlingen en 56 docenten met niet alleen klaslokalen maar ook werkplekken/nissen, kamertjes voor groepen, vaklokalen en een gymnastieklokaal. Voor het interieur waren eveneens architecten ingeschakeld C. van Feltkamp en G.F. Laarhoven ook van de genoemde dienst. De gebouwen waren echter voor het schooljaar 1957/1958 al in gebruik genomen. In en om het gebouw waren ten tijde van de oplevering een aantal kunstwerken te zien:
- de wandschildering Narcissus door Albert Muis
- twee mozaïeken bij de toegangstrap door Nicolaas Wijnberg

Een bronzen hoofd van Spinoza door John Rädecker en een beeld van Spinoza door Hildo Krop volgden later; Krop ging speciaal voor dit beeld op (werk)vakantie naar Frankrijk om marmer uit te zoeken, ondertussen werkend aan een ander beeld. Aan de Piet Mondriaanstraat in Amsterdam-Nieuw West verrees een tweetal jaren later eenzelfde schoolgebouw, waarin het Cartesius Lyceum trok.
In 2009 tot 2011 werd het gebouw gerenoveerd, maar de buitengevel bleef grotendeels intact. Wel werd er bij houten kozijnen dubbele beglazing toegepast, bij metalen kozijnen was dat niet mogelijk. Er kwam rond die tijd ook een nieuwe vleugel van architectenbureau A.A.Bos & Partners. Het oorspronkelijke gebouw kwam voor op de lijst Amsterdamse Top-100 Jonge Monumenten en werd in september 2006 daadwerkelijk gemeentelijk monument.

## Kunst in openbare ruimte
De straat is relatief kort en er is dus weinig plaats voor kunst in de openbare ruimte.
| Object                   | Bouwperiode | Omschrijving                  | Afbeelding |
| ------------------------ | ----------- | ----------------------------- | ---------- |
| Peter van Anrooystraat 8 | 1957        | Een mozaïek van Wijnberg      |            |
| Peter van Anrooystraat 8 | 1957        | Een mozaïek van Wijnberg      |            |
| Peter van Anrooystraat 8 | 1957        | Baruch Spinoza van Hildo Krop |            |